# Аль-Адами
Абу Али аль-Хусейн ибн Мухаммад аль-Адами — средневековый арабский астроном, учёный, инженер. Написал известную работу о вертикальных солнечных часах. Согласно Аль-Бируни, Аль-Адами первым создал модель, демонстрирующую лунные и солнечные затмения.
У него был сын — тоже астроном, ибн аль-Адами.